# Ліонн
Ліонн (порт. Lionn, нар. 29 січня 1989, Форталеза) — бразильський футболіст, правий захисник португальського «Ріу-Аве».

## Ігрова кар'єра
Народився 29 січня 1989 року в місті Форталеза. Вихованець футбольної школи місцевого клубу «Ферровіаріо».
Професійну кар'єпу розпочав у Португалії, де з 2007 року один сезон виступав за команду клубу «Торреєнсі», взявши участь у 27 матчах чемпіонату. 
Своєю грою за цю команду привернув увагу представників тренерського штабу клубу «Віторія» (Гімарайнш), до складу якого приєднався 2008 року. Перебував на контракті з клубом із Гімарайнша протягом трьох сезонів своєї ігрової кар'єри, за цей час провів у складі його команди лише 11 матчів. Також протягом цього періоду на умовах оренди грав за «Ольяненсі» та «Ріу-Аве».
2011 року уклав контракт з румунським «ЧФР Клуж», у складі якого відіграв лише один сезон, після чого повернувся до Португалії, приєднавшись до «Ріу-Аве», спочатку на умовах оренди, а 2013 року уклавши з клубом з Віла-ду-Конді повноцінний контракт.